# Carlos Branco
Carlos Castello Branco (Rio de Janeiro, 16 aprile 1898 – Rio de Janeiro, 24 settembre 1972) è stato un canottiere e pallanuotista brasiliano.
È stato membro del Brasile di canottaggio che ha partecipato ai Giochi di Parigi 1924, gareggiando nelle gare Due di coppia, assieme al fratello Edmundo.
Ai Giochi di Los Angeles 1932, ha gareggiato nel torneo di pallanuoto.
Era inoltre, il cognato dei pallanuotisti olimpici Orlando e Salvador Amêndola.